# دانیلو میشلینی
دانیلو میشلینی (انگلیسی: Danilo Michelini; ۵ مارس ۱۹۱۷ – ۸ دسامبر ۱۹۸۳) بازیکن فوتبال اهل ایتالیا بود.
از باشگاه‌هایی که در آن بازی کرده‌است می‌توان به باشگاه فوتبال فیورنتینا، باشگاه فوتبال تورینو، باشگاه فوتبال آ.اس. رم، باشگاه فوتبال جنوآ، و باشگاه فوتبال لیورنو اشاره کرد.